# Paterna del Río
Paterna del Río é um município da Espanha, na província de Almería, comunidade autónoma da Andaluzia. Tem 45 km² de área e em 2021 tinha 436 habitantes (densidade: 9,7 hab./km²). Pertence à comarca de Alpujarra Almeriense.